# Antipåit-Jauratjah
Antipåit-Jauratjah är en sjö i Kiruna kommun i Lappland och ingår i Torneälvens huvudavrinningsområde. Sjön har en area på 0,209 kvadratkilometer och ligger 424,3 meter över havet. Antipåit-Jauratjah ligger i Torneträsk-Soppero fjällurskog Natura 2000-område.

## Delavrinningsområde
Antipåit-Jauratjah ingår i det delavrinningsområde (756605-169475) som SMHI kallar för Utloppet av Tuossajaure. Medelhöjden är 449 meter över havet och ytan är 18,28 kvadratkilometer. Det finns inga avrinningsområden uppströms utan avrinningsområdet är högsta punkten. Vattendraget som avvattnar avrinningsområdet har biflödesordning 3, vilket innebär att vattnet flödar genom totalt 3 vattendrag innan det når havet efter 405 kilometer. Avrinningsområdet består mestadels av skog (87 procent). Avrinningsområdet har 1,08 kvadratkilometer vattenytor vilket ger det en sjöprocent på 5,9 procent.